# 佐藤しずく
佐藤 しずく（さとう しずく）は、日本の女性声優、歌手。主にアダルトゲーム業界で活躍する。

## 出演作品
太字は主役・メインキャラクター

### ゲーム

#### 2011年
- 赤ずきんと迷いの森（小人さん）[1]
- 愛しい対象の護り方（朝倉汐理）[2]
- 鬼ごっこ!（浦部葵）[3]
- 鬼ごっこ! ファンディスク（浦部葵）[4]
- 朧小町（浅霧ちはや）[5]
- ダイヤミック・デイズ（初芝希沙）[6]
- 天使の羽根を踏まないでっ（夏日照）[7]
- 猫撫ディストーション（七枷ギズモ）[8]
- Hyper→Highspeed→Genius（パトリシア・ランカスター）[9]
- ラブライド・イヴ love-bride eve（柚屋みゆ）[10]

#### 2012年
- DRACU-RIOT!（布良梓）[11]
- 猫撫ディストーション Exodus（七枷ギズモ）[12]
- 竜翼のメロディア -Diva with the blessed dragonol-（フローリア=レキ=ヴェストリア）[13]

#### 2013年
- 月あかりランチ OZ sings, The last fairy tale.（アキ）[14]
- HHG 女神の終焉（オフィーリア・ランカスター）[15]

## ボーカル
- 鬼ごっこ! ファンディスク （ALcot）
  - OP主題歌『百花繚乱ファンタズム 葵ちゃんReMIX』
    - 作詞・作曲：中山真斗（Elements Garden） / 編曲：岩橋星実（Elements Garden）
- DRACU-RIOT! （ゆずソフト）
  - キャラクターソング『Growing!』 
    - 作詞：神代あみ（AngelNote） / 作曲：Famishin（ゆずソフト） / 編曲：椎名俊介（AngelNote）
- 竜翼のメロディア -Diva with the blessed dragonol- （Whirlpool）
  - OP主題歌『Eternal Melodia』
    - 作詞：RUCCA / 作編曲：菊田大介（Elements Garden） / 歌：佐藤しずく・榊原ゆい

  - 挿入歌『楽園の奏』
    - 作詞：Le ciel / 作編曲：藤間仁（Elements Garden）

  - 挿入歌『Fortissimo Sky』
    - 作詞：RUCCA / 作編曲：藤間仁（Elements Garden）

  - トゥルー挿入歌『Blaze on』
    - 作詞：Le ciel / 作編曲：菊田大介（Elements Garden） / 歌：佐藤しずく・榊原ゆい

  - エンディングテーマ『Rainbow Circle』
    - 作詞：Le ciel / 作編曲：藤田淳平（Elements Garden） / 歌：佐藤しずく・榊原ゆい・鮎川ひなた・雪都さお梨・桐谷華

  - グランドエンディングテーマ『Sincerely Symphony』
    - 作詞：RUCCA  / 作曲：上松範康（Elements Garden） / 編曲：喜多智弘（Elements Garden） / 歌：佐藤しずく・榊原ゆい